# Der Bulle und das Landei – Wo die Liebe hinfällt
Wo die Liebe hinfällt ist ein deutscher Kriminalfilm von Torsten Wacker aus dem Jahr 2015. Es ist der fünfte Filmbeitrag der ARD-Kriminalfilmreihe Der Bulle und das Landei. Die Erstausstrahlung erfolgte am 22. Januar 2015 als Donnerstags-Krimi zur Hauptsendezeit auf Das Erste.

## Handlung
Kriminalhauptkommissar Robert Killmer, kostümiert als Elvis Presley, erwacht mit einem völligen Blackout im Bett seiner Kollegin Kati Biever auf. Sowohl sie als auch sein Auto sind spurlos verschwunden. Wenig später wird seine Kollegin Biever bewusstlos in der Nähe der Leiche des Taxifahrers Jochen Briegel gefunden, der erschossen wurde. Wie auch Killmer hat Biever nach ihrem Erwachen einen Blackout. Die Kommissare versuchen, so gut es ihnen möglich ist, die vergangene Nacht zu rekonstruieren. Nach und nach finden sie heraus, dass sie in den Taxifahrer Jochen Briegel den Juwelier-Einbrecher vom Nachmittag erkennen und an jenem Nachmittag die Verfolgung aufgenommen hatten. Es gelingt Killmer und Biever, Briegels Partner beim Verkauf des erbeuteten Schmucks zu stellen und festzusetzen. Die beim Einbruch notwendige Safekombination muss die Familie Dobrinth dem Einbrecher Jochen Briegel verraten haben. 

## Hintergrund
Die Dreharbeiten zu Wo die Liebe hinfällt fanden im Zeitraum vom 24. Juni 2014 bis zum 24. Juli 2014 in Monreal und näherer sowie weiterer Umgebung statt.

## Einschaltquoten
Bei der Erstausstrahlung von Wo die Liebe hinfällt am 22. Januar 2015 verfolgten in Deutschland insgesamt 3,37 Millionen Zuschauer die Filmhandlung, was einem Marktanteil von 10,5 Prozent für Das Erste entsprach. In der als Hauptzielgruppe für Fernsehwerbung deklarierten Altersgruppe von 14–49 Jahren erreichte Wo die Liebe hinfällt laut AGF Videoforschung 0,73 Zuschauer und holte damit einen Marktanteil von 6,3 Prozent in dieser Altersgruppe.

## Verweise
- Der Bulle und das Landei: Wo die Liebe hinfällt (Folge 5) in der ARD-Mediathek. Video (90 Min.), abrufbar bis 6. März 2026
- Der Bulle und das Landei – Wo die Liebe hinfällt bei IMDb
- Der Bulle und das Landei – Wo die Liebe hinfällt  bei crew united
- Der Bulle und das Landei – Wo die Liebe hinfällt bei Fernsehserien.de